# Kuzalan, Gümüşhacıköy
Kuzalan là một xã thuộc huyện Gümüşhacıköy, tỉnh Amasya, Thổ Nhĩ Kỳ. Dân số thời điểm năm 2010 là 302 người.